# Forráshuta
Forráshuta (ukránul: Родникова Гута) falu Ukrajnában, Kárpátalján, a Munkácsi járásban.

## Fekvése
Szolyvától északnyugatra, Beregforrás északi szomszédjában fekvő település.

## Népesség
A 467 méter tengerszint feletti magasságban fekvő Forráshuta falunak a 2001 évi népszámláláskor 480 lakosa volt.